# Langbahn-Weltmeisterschaft 2024
Die Langbahn-Weltmeisterschaft 2024 war die 54. Auflage der FIM Speedway Langbahn-Weltmeisterschaft. Es wurden fünf Rennen ausgetragen, eins weniger als im Jahr 2023.
Martin Smolinski war der Titelverteidiger, der den Titel in 2023 gewonnen hatte. Er war einer von vier ehemaligen Champions, die an der Serie 2024 teilnahmen.
Smolinski verteidigte seinen Titel erfolgreich und gewann dabei drei der fünf Rennen.

## Veranstaltungsorte
| Rennen | Datum         | Veranstaltungsort | Sieger           |
| ------ | ------------- | ----------------- | ---------------- |
| 1      | 9. Mai        | Herxheim          | Martin Smolinski |
| 2      | 13. Juli      | Marmande          | Lukas Fienhage   |
| 3      | 18. August    | Scheessel         | Martin Smolinski |
| 4      | 14. September | Vechta            | Martin Smolinski |
| 5      | 22. September | Roden             | Lukas Fienhage   |

## Endklassement
| Pos | Fahrer               | Runde 1 | Runde 2 | Runde 3 | Runde 4 | Runde 5 | Gesamt |
| --- | -------------------- | ------- | ------- | ------- | ------- | ------- | ------ |
| 1   | Martin Smolinski     | 21      | 17      | 21      | 21      | 17      | 97     |
| 2   | Lukas Fienhage       | 17      | 21      | 17      | 17      | 21      | 93     |
| 3   | Zach Wajtknecht      | 19      | 19      | 15      | 15      | 19      | 87     |
| 4   | Chris Harris         | 15      | 15      | 19      | 19      | 15      | 83     |
| 5   | Andrew Appleton      | 10      | 2       | 5       | 13      | 9       | 39     |
| 6   | Kenneth Kruse Hansen | 3       | 7       | 8       | 10      | 11      | 39     |
| 7   | Mika Meijer          | x       | 11      | 9       | 5       | 13      | 38     |
| 8   | Hynek Štichauer      | 1       | 5       | 7       | 11      | 8       | 32     |
| 9   | Romano Hummel        | 7       | 8       | 11      | 3       | x       | 29     |
| 10  | Jakub Bukhave        | 4       | 3       | 4       | 7       | 7       | 25     |
| 11  | Dave Meijerink       | 11      | 13      | x       | x       | x       | 24     |
| 12  | Mathias Trésarrieu   | x       | 10      | 2       | 9       | 2       | 23     |
| 13  | Jordan Dubernard     | 9       | 4       | 3       | 4       | 3       | 23     |
| 14  | Henri Ahlbom         | 5       | 1       | 1       | 2       | 10      | 19     |
| 15  | Tero Aarnio          | 2       | x       | 10      | x       | 4       | 16     |
| 16  | Erik Riss            | 13      | x       | x       | x       | x       | 13     |
|     | Stephan Katt         | x       | x       | 13      | x       | x       | 13     |
| 18  | Steven Goret         | x       | 9       | x       | x       | x       | 9      |
| 19  | Michael Härtel       | 8       | x       | x       | x       | x       | 8      |
|     | Max Dilger           | 0       | x       | x       | 8       | x       | 8      |
| 21  | Henry van der Steen  | x       | x       | x       | x       | 5       | 5      |
| 22  | Mario Niedermaier    | x       | x       | x       | 1       | x       | 1      |
|     | Nigel Hummel         | x       | x       | x       | x       | 1       | 1      |
| 24  | Daniel Spiller       | x       | x       | 0       | x       | x       | 0      |
|     | Fabian Wachs         | x       | x       | 0       | x       | x       | 0      |
|     | Timo Wachs           | x       | x       | x       | 0       | x       | 0      |